# 哈得孫康沃爾 (紐約州)
哈得孫康沃爾（英語：Cornwall-on-Hudson）是位於美國紐約州奧蘭治縣的村。

## 人口
根據2020年美國人口普查的數據，哈得孫康沃爾的面積為5.42平方千米，當中陸地面積為5.15平方千米，而水域面積為0.27平方千米。當地共有人口3075人，而人口密度為每平方千米567人。